# Geumgang jeondo
La vue panoramique du mont Geumgang (Geumgang jeondo, coréen : 금강전도, 金剛全圖) est une peinture de paysage réalisée par Jeong Seon en 1734. Elle a été classée comme trésor national n° 217 le 6 août 1984. L’œuvre appartient aujourd'hui à Lee Kun-hee et est conservée au Musée d´art Ho-Am à Yongin dans la province du Gyeonggi.
C´est avec un catalogue de peintures des monts Geumgang (les montagnes de diamant, 1638 mètres d´altitude) que Jeong Seon est devenu célèbre à l´âge de 37 ans. Il a peint une centaine de fois ces montagnes réputées pour leur beauté depuis l´antiquité. De toutes ces œuvres, le Geumgang jeondo est la plus grande et est considérée comme étant la meilleure. La vue est prise depuis Naegumgang. Le sommet le plus haut, le Birobong est à l´arrière-plan ; la rivière coule au fond de la vallée de Manpokdong.
En haut à droite, on peut lire le titre de la peinture avec un commentaire, la date et sa signature, Gyeomjae :

« Même si vous visitiez la montagne vous-même dans tous ses coins et recoins, comment peut on comparer cette joie avec ce que vous ressentez en regardant cette image depuis votre table de chevet ? »

## Sources
- (en) Cet article est partiellement ou en totalité issu de l’article de Wikipédia en anglais intitulé « Geumgang jeondo » (voir la liste des auteurs).